# Fußball-Weltmeisterschaft 2014/Gruppe G
| Pl. | Land        | Sp. | S | U | N | Tore    | Diff. | Punkte |
| --- | ----------- | --- | - | - | - | ------- | ----- | ------ |
| 1.  | Deutschland | 3   | 2 | 1 | 0 | 007:200 | +5    | 07     |
| 2.  | USA         | 3   | 1 | 1 | 1 | 004:400 | ±0    | 04     |
| 3.  | Portugal    | 3   | 1 | 1 | 1 | 004:700 | −3    | 04     |
| 4.  | Ghana       | 3   | 0 | 1 | 2 | 004:600 | −2    | 01     |

Gruppe G der Fußball-Weltmeisterschaft 2014:

## Deutschland – Portugal 4:0 (3:0)
| Deutschland                                                                | Deutschland | Portugal | Portugal | Aufstellung                            |
| -------------------------------------------------------------------------- | --- | --- | -------- | -------------------------------------- |
| Deutschland                                                                | \| 1. Spieltag \| \| 16. Juni 2014 um 13:00 Uhr (18:00 Uhr MESZ) in Salvador (Arena Fonte Nova) \| \| Zuschauer: 51.081 \| \| Schiedsrichter: Milorad Mažić ( Serbien) \| \| Spielbericht \|                                                                | \| 1. Spieltag \| \| 16. Juni 2014 um 13:00 Uhr (18:00 Uhr MESZ) in Salvador (Arena Fonte Nova) \| \| Zuschauer: 51.081 \| \| Schiedsrichter: Milorad Mažić ( Serbien) \| \| Spielbericht \|                                       | Portugal | Aufstellung Deutschland gegen Portugal |
| Deutschland                                                                | Manuel Neuer – Jérôme Boateng, Per Mertesacker, Mats Hummels (73. Shkodran Mustafi), Benedikt Höwedes – Philipp Lahm – Sami Khedira, Toni Kroos – Thomas Müller (82. Lukas Podolski), Mesut Özil (63. André Schürrle), Mario Götze Cheftrainer: Joachim Löw | Rui Patrício – João Pereira, Bruno Alves, Pepe, Fábio Coentrão (65. André Almeida) – Miguel Veloso (46. Ricardo Costa) – João Moutinho, Raúl Meireles – Nani, Cristiano Ronaldo – Hugo Almeida (28. Éder) Cheftrainer: Paulo Bento | Portugal | Aufstellung Deutschland gegen Portugal |
| Deutschland                                                                | 1:0 Müller (12., Foulelfmeter) 2:0 Hummels (32.) 3:0 Müller (45.+1') 4:0 Müller (78.) | | Portugal | Aufstellung Deutschland gegen Portugal |
| Deutschland                                                                | Pereira (11.) | | Portugal | Aufstellung Deutschland gegen Portugal |
| Deutschland                                                                | Pepe (37.) | | Portugal | Aufstellung Deutschland gegen Portugal |
| Deutschland                                                                | Man of the Match: Thomas Müller (Deutschland) | | Portugal | Aufstellung Deutschland gegen Portugal |
| 1. Spieltag                                                                | | |          |                                        |
| 16. Juni 2014 um 13:00 Uhr (18:00 Uhr MESZ) in Salvador (Arena Fonte Nova) | | |          |                                        |
| Zuschauer: 51.081                                                          | | |          |                                        |
| Schiedsrichter: Milorad Mažić ( Serbien)                                   | | |          |                                        |
| Spielbericht                                                               | | |          |                                        |

## Ghana – USA 1:2 (0:1)
| Ghana                                                                            | Ghana | USA | USA                | Aufstellung                 |
| -------------------------------------------------------------------------------- | --- | --- | ------------------ | --------------------------- |
| Ghana                                                                            | \| 1. Spieltag \| \| 16. Juni 2014 um 19:00 Uhr (17. Juni, 00:00 Uhr MESZ) in Natal (Arena das Dunas) \| \| Zuschauer: 39.760 \| \| Schiedsrichter: Jonas Eriksson ( Schweden) \| \| Spielbericht \|                                                                          | \| 1. Spieltag \| \| 16. Juni 2014 um 19:00 Uhr (17. Juni, 00:00 Uhr MESZ) in Natal (Arena das Dunas) \| \| Zuschauer: 39.760 \| \| Schiedsrichter: Jonas Eriksson ( Schweden) \| \| Spielbericht \|                                                                                         | Vereinigte Staaten | Aufstellung Ghana gegen USA |
| Ghana                                                                            | Adam Larsen Kwarasey – Daniel Opare, Jonathan Mensah, John Boye – Christian Atsu (78. Albert Adomah), André Ayew, Sulley Muntari, Mohammed Rabiu (71. Michael Essien), Kwadwo Asamoah – Asamoah Gyan , Jordan Ayew (59. Kevin-Prince Boateng) Cheftrainer: James Kwesi Appiah | Tim Howard – Matt Besler (46. John Anthony Brooks), DaMarcus Beasley, Geoff Cameron, Fabian Johnson – Michael Bradley, Alejandro Bedoya (77. Graham Zusi), Jermaine Jones, Kyle Beckerman – Clint Dempsey , Jozy Altidore (23. Aron Jóhannsson) Cheftrainer: Jürgen Klinsmann ( Deutschland) | Vereinigte Staaten | Aufstellung Ghana gegen USA |
| Ghana                                                                            | 1:1 A. Ayew (82.) | 0:1 Dempsey (1.) 1:2 Brooks (86.) | Vereinigte Staaten | Aufstellung Ghana gegen USA |
| Ghana                                                                            | Rabiu (30.), Muntari (90.+2') | | Vereinigte Staaten | Aufstellung Ghana gegen USA |
| Ghana                                                                            | Man of the Match: Clint Dempsey (USA) | | Vereinigte Staaten | Aufstellung Ghana gegen USA |
| 1. Spieltag                                                                      | | |                    |                             |
| 16. Juni 2014 um 19:00 Uhr (17. Juni, 00:00 Uhr MESZ) in Natal (Arena das Dunas) | | |                    |                             |
| Zuschauer: 39.760                                                                | | |                    |                             |
| Schiedsrichter: Jonas Eriksson ( Schweden)                                       | | |                    |                             |
| Spielbericht                                                                     | | |                    |                             |

## Deutschland – Ghana 2:2 (0:0)
| Deutschland                                                                                 | Deutschland | Ghana | Ghana | Aufstellung                         |
| ------------------------------------------------------------------------------------------- | --- | --- | ----- | ----------------------------------- |
| Deutschland                                                                                 | \| 2. Spieltag \| \| 21. Juni 2014 um 16:00 Uhr (21:00 Uhr MESZ) in Fortaleza (Estádio Plácido Aderaldo Castelo) \| \| Zuschauer: 59.621 \| \| Schiedsrichter: Sandro Ricci ( Brasilien) \| \| Spielbericht \|                                                      | \| 2. Spieltag \| \| 21. Juni 2014 um 16:00 Uhr (21:00 Uhr MESZ) in Fortaleza (Estádio Plácido Aderaldo Castelo) \| \| Zuschauer: 59.621 \| \| Schiedsrichter: Sandro Ricci ( Brasilien) \| \| Spielbericht \|                                                                | Ghana | Aufstellung Deutschland gegen Ghana |
| Deutschland                                                                                 | Manuel Neuer – Jérôme Boateng (46. Shkodran Mustafi), Per Mertesacker, Mats Hummels, Benedikt Höwedes – Sami Khedira (70. Bastian Schweinsteiger), Philipp Lahm , Toni Kroos – Mesut Özil, Thomas Müller, Mario Götze (69. Miroslav Klose) Cheftrainer: Joachim Löw | Fatau Dauda – Harrison Afful, John Boye, Jonathan Mensah, Christian Atsu (72. Mubarak Wakaso), André Ayew, Kevin-Prince Boateng (52. Jordan Ayew), Sulley Muntari, Mohammed Rabiu (78. Emmanuel Agyemang Badu), Kwadwo Asamoah – Asamoah Gyan Cheftrainer: James Kwesi Appiah | Ghana | Aufstellung Deutschland gegen Ghana |
| Deutschland                                                                                 | 1:0 Götze (51.) 2:2 Klose (71.) | 1:1 A. Ayew (54.) 1:2 Gyan (63.) | Ghana | Aufstellung Deutschland gegen Ghana |
| Deutschland                                                                                 | Muntari (90.+4') | | Ghana | Aufstellung Deutschland gegen Ghana |
| Deutschland                                                                                 | Man of the Match: Mario Götze (Deutschland) | | Ghana | Aufstellung Deutschland gegen Ghana |
| 2. Spieltag                                                                                 | | |       |                                     |
| 21. Juni 2014 um 16:00 Uhr (21:00 Uhr MESZ) in Fortaleza (Estádio Plácido Aderaldo Castelo) | | |       |                                     |
| Zuschauer: 59.621                                                                           | | |       |                                     |
| Schiedsrichter: Sandro Ricci ( Brasilien)                                                   | | |       |                                     |
| Spielbericht                                                                                | | |       |                                     |

## USA – Portugal 2:2 (0:1)
| USA                                                                                 | USA | Portugal | Portugal | Aufstellung                    |
| ----------------------------------------------------------------------------------- | --- | --- | -------- | ------------------------------ |
| Vereinigte Staaten                                                                  | \| 2. Spieltag \| \| 22. Juni 2014 um 18:00 Uhr (23. Juni, 00:00 Uhr MESZ) in Manaus (Arena da Amazônia) \| \| Zuschauer: 40.123 \| \| Schiedsrichter: Néstor Pitana ( Argentinien) \| \| Spielbericht \|                                                                                    | \| 2. Spieltag \| \| 22. Juni 2014 um 18:00 Uhr (23. Juni, 00:00 Uhr MESZ) in Manaus (Arena da Amazônia) \| \| Zuschauer: 40.123 \| \| Schiedsrichter: Néstor Pitana ( Argentinien) \| \| Spielbericht \|                                  | Portugal | Aufstellung USA gegen Portugal |
| Vereinigte Staaten                                                                  | Tim Howard – Fabian Johnson, Geoff Cameron, Matt Besler, DaMarcus Beasley – Kyle Beckerman, Jermaine Jones – Alejandro Bedoya (72. DeAndre Yedlin), Michael Bradley, Graham Zusi (90.+1' Omar González) – Clint Dempsey (87. Chris Wondolowski) Cheftrainer: Jürgen Klinsmann ( Deutschland) | Beto – João Pereira, Ricardo Costa, Bruno Alves, André Almeida (46. William Carvalho) – Miguel Veloso – João Moutinho, Raúl Meireles (69. Silvestre Varela) – Nani, Cristiano Ronaldo – Hélder Postiga (16. Éder) Cheftrainer: Paulo Bento | Portugal | Aufstellung USA gegen Portugal |
| Vereinigte Staaten                                                                  | 1:1 Jones (64.) 2:1 Dempsey (81.) | 0:1 Nani (5.) 2:2 Varela (90.+5') | Portugal | Aufstellung USA gegen Portugal |
| Vereinigte Staaten                                                                  | Jones (75.) | | Portugal | Aufstellung USA gegen Portugal |
| Vereinigte Staaten                                                                  | Das 1:1 war das 2.300. WM-Tor | | Portugal | Aufstellung USA gegen Portugal |
| Vereinigte Staaten                                                                  | Man of the Match: Tim Howard (USA) | | Portugal | Aufstellung USA gegen Portugal |
| 2. Spieltag                                                                         | | |          |                                |
| 22. Juni 2014 um 18:00 Uhr (23. Juni, 00:00 Uhr MESZ) in Manaus (Arena da Amazônia) | | |          |                                |
| Zuschauer: 40.123                                                                   | | |          |                                |
| Schiedsrichter: Néstor Pitana ( Argentinien)                                        | | |          |                                |
| Spielbericht                                                                        | | |          |                                |

## USA – Deutschland 0:1 (0:0)
| USA                                                                      | USA | Deutschland | Deutschland | Aufstellung                       |
| ------------------------------------------------------------------------ | --- | --- | ----------- | --------------------------------- |
| Vereinigte Staaten                                                       | \| 3. Spieltag \| \| 26. Juni 2014 um 13:00 Uhr (18:00 Uhr MESZ) in Recife (Arena Pernambuco) \| \| Zuschauer: 41.876 \| \| Schiedsrichter: Ravshan Ermatov ( Usbekistan) \| \| Spielbericht \|                                                               | \| 3. Spieltag \| \| 26. Juni 2014 um 13:00 Uhr (18:00 Uhr MESZ) in Recife (Arena Pernambuco) \| \| Zuschauer: 41.876 \| \| Schiedsrichter: Ravshan Ermatov ( Usbekistan) \| \| Spielbericht \|                                                                     | Deutschland | Aufstellung USA gegen Deutschland |
| Vereinigte Staaten                                                       | Tim Howard – Matt Besler, DaMarcus Beasley, Fabian Johnson, Omar González – Michael Bradley, Graham Zusi (84. DeAndre Yedlin), Jermaine Jones, Kyle Beckerman, Brad Davis (59. Alejandro Bedoya) – Clint Dempsey Cheftrainer: Jürgen Klinsmann ( Deutschland) | Manuel Neuer – Jérôme Boateng, Per Mertesacker, Mats Hummels, Benedikt Höwedes – Philipp Lahm – Bastian Schweinsteiger (76. Mario Götze), Toni Kroos – Mesut Özil (89. André Schürrle), Thomas Müller, Lukas Podolski (46. Miroslav Klose) Cheftrainer: Joachim Löw | Deutschland | Aufstellung USA gegen Deutschland |
| Vereinigte Staaten                                                       | 0:1 Müller (55.) | | Deutschland | Aufstellung USA gegen Deutschland |
| Vereinigte Staaten                                                       | González (37.), Beckerman (62.) | Höwedes (11.) | Deutschland | Aufstellung USA gegen Deutschland |
| Vereinigte Staaten                                                       | Man of the Match: Thomas Müller (Deutschland) | | Deutschland | Aufstellung USA gegen Deutschland |
| 3. Spieltag                                                              | | |             |                                   |
| 26. Juni 2014 um 13:00 Uhr (18:00 Uhr MESZ) in Recife (Arena Pernambuco) | | |             |                                   |
| Zuschauer: 41.876                                                        | | |             |                                   |
| Schiedsrichter: Ravshan Ermatov ( Usbekistan)                            | | |             |                                   |
| Spielbericht                                                             | | |             |                                   |

## Portugal – Ghana 2:1 (1:0)
| Portugal                                                                                              | Portugal | Ghana | Ghana | Aufstellung                      |
| --- | --- | --- | ----- | -------------------------------- |
| Portugal                                                                                              | \| 3. Spieltag \| \| 26. Juni 2014 um 13:00 Uhr (18:00 Uhr MESZ) in Brasília (Estádio Nacional de Brasília Mané Garrincha) \| \| Zuschauer: 67.540 \| \| Schiedsrichter: Nawaf Shukralla ( Bahrain) \| \| Spielbericht \| | \| 3. Spieltag \| \| 26. Juni 2014 um 13:00 Uhr (18:00 Uhr MESZ) in Brasília (Estádio Nacional de Brasília Mané Garrincha) \| \| Zuschauer: 67.540 \| \| Schiedsrichter: Nawaf Shukralla ( Bahrain) \| \| Spielbericht \|                                                    | Ghana | Aufstellung Portugal gegen Ghana |
| Portugal                                                                                              | Beto (89. Eduardo) – João Pereira (61. Silvestre Varela), Pepe, Miguel Veloso, Bruno Alves – Rúben Amorim, William Carvalho, João Moutinho – Éder (69. Vieirinha), Nani, Cristiano Ronaldo Cheftrainer: Paulo Bento       | Fatau Dauda – Harrison Afful, John Boye, Jonathan Mensah, Kwadwo Asamoah – André Ayew (81. Mubarak Wakaso), Emmanuel Agyemang Badu, Christian Atsu, Mohammed Rabiu (76. Afriyie Acquah) – Abdul Majeed Waris (71. Jordan Ayew), Asamoah Gyan Cheftrainer: James Kwesi Appiah | Ghana | Aufstellung Portugal gegen Ghana |
| Portugal                                                                                              | 1:0 Boye (31., Eigentor) 2:1 Cristiano Ronaldo (80.) | 1:1 Gyan (57.) | Ghana | Aufstellung Portugal gegen Ghana |
| Portugal                                                                                              | Moutinho (90.+4') | Afful (39.), Waris (55.), J. Ayew (78.) | Ghana | Aufstellung Portugal gegen Ghana |
| Portugal                                                                                              | Man of the Match: Cristiano Ronaldo (Portugal) | | Ghana | Aufstellung Portugal gegen Ghana |
| 3. Spieltag                                                                                           | | |       |                                  |
| 26. Juni 2014 um 13:00 Uhr (18:00 Uhr MESZ) in Brasília (Estádio Nacional de Brasília Mané Garrincha) | | |       |                                  |
| Zuschauer: 67.540                                                                                     | | |       |                                  |
| Schiedsrichter: Nawaf Shukralla ( Bahrain)                                                            | | |       |                                  |
| Spielbericht                                                                                          | | |       |                                  |